# ヴィルドゥナガル・マーナーマドゥライ線
ヴィルドゥナガル・マーナーマドゥライ線は、タミル・ナードゥ州シヴァガンガイ県のマーナーマドゥライ連絡駅から同州ヴィルドゥナガル県のヴィルドゥナガル連絡駅までを結ぶ、インド南部鉄道の鉄道路線である。

## 路線データ
- 路線距離：192km
- 軌間：1000mm (狭軌)
- 駅数：3駅（起終点駅含む）

## 列車種別
ラーメーシュヴァラム線に乗り入れる準急列車と急行列車のみが運行されている。
- 準急列車 (ラーメーシュヴァラム線およびナーグール線直通、ヴィルドゥナガル発ナーグール行) : 6886
- 急行列車 (ラーメーシュヴァラム線直通、ティルッチラーッパッリ発ヴィルドゥナガル行) : 6885

## 駅名及び停車駅
| 駅名                                      | 駅間所要時間 | 準急 | 急行 | 接続路線等                                                          | 所在地                                 | 所在地 |
| ----------------------------------------- | ------------ | ---- | ---- | ------------------------------------------------------------------- | -------------------------------------- | ------ |
| ヴィルドゥナガル連絡駅 (VIRUDUNAGAR JN)   | --           | ●    | ●    | マドゥライ・テンガーシ線                                            | タミル・ナードゥ州・ヴィルドゥナガル県 |        |
| アルップッコーッタイ駅 (ARUPPUKOTTAI)     | 27分         | ●    | ●    |                                                                     | タミル・ナードゥ州・ヴィルドゥナガル県 |        |
| マーナーマドゥライ連絡駅 (MANAMADURAI JN) | 50分         | ●    | ●    | ラーメーシュヴァラム線 (急行直通)・マドゥライ・マーナーマドゥライ線 | タミル・ナードゥ州・シヴァガンガイ県   |        |